# 패키지킷
패키지킷(PackageKit)은 리처드 휴스(Richard Hughes)이 만든, 다양한 패키지 관리 시스템들을 위한 고차원적이고 일관성 있는 프론트엔드의 제공을 목적으로 하여 설계된 자유 오픈 소스 소프트웨어군이다. freedesktop.org에서 제정한 정보 처리 상호 운용 표준 규격을 따르는 리눅스 배포판에서 사용할 수 있으며 상호 프로세스 커뮤니케이션 및 컴퓨터 권한 조정을 위하여 D-Bus와 폴리시킷을 사용한다.
패키지킷 자체는 여러 가지 패키지 관리 시스템들 사이의 차이점들을 추상화하는 packagekitd라는 시스템 활성화 데몬과, 각각의 패키지 관리 시스템에 붙어 패키지킷 프론트엔드와의 상호 작용을 가능케 하는 libpackagekit이라는 라이브러리로 구성되어 있다.
리눅스 배포판들 중에서는 페도라가 9부터 처음으로 이 소프트웨어를 YUM을 위한 기본 프론트엔드로 포함했으며 10과 11을 거치면서 이 소프트웨어는 많은 개선이 이루어졌다.
C, C++, 파이썬으로 작성되었으며 GNU 일반 공중 사용 허가서를 따른다. 2010년 2월 26일 현재 최신 안정 버전은 0.5.4(2009년 11월 2일 릴리즈).

## 주 기능
- 로컬 파일, 다른 저장소에 있는 서비스팩 미디어 설치
- 폴리시킷을 통한 권한 확인
- 기존의 꾸러미 도구를 대체하지 않음
- 한 번에 여러 사용자를 수용
- 꾸러미 관리 작업의 중요한 부분을 수행 중일 때에는 시스템 종료를 수행하지 못하게 함
- 사용하지 않을 때는 시스템 활성화 데몬을 자동으로 끔

## 프론트엔드
- gnome-packagekit: GNOME용
- kpackagekit: KDE용
- pkcon: 명령 줄 인터페이스

## 지원하는 시스템
현재 패키지킷을 지원하는 패키지 관리 시스템 목록과 시스템별 지원 정도에 대하여는 관련 페이지를 참고하기 바란다.

## 같이 보기
- 폴킷